# Haenianthus
Haenianthus es un género con tres especies de plantas perteneciente a la familia Oleaceae. Es originario de la región del Caribe.

## Especies
- Haenianthus incrassatus (Sw.) Griseb., Fl. Brit. W. I.: 405 (1861).
- Haenianthus salicifolius Griseb., Mem. Amer. Acad. Arts, n.s., 8: 518 (1863).
- Haenianthus variifolius Urb., Repert. Spec. Nov. Regni Veg. 18: 118 (1922).